# Palente Besançon Handball
 (juin 2019).
Si vous disposez d'ouvrages ou d'articles de référence ou si vous connaissez des sites web de qualité traitant du thème abordé ici, merci de compléter l'article en donnant les références utiles à sa vérifiabilité et en les liant à la section « Notes et références ».
Actualités
Ne doit pas être confondu avec Entente sportive bisontine féminin ou Grand Besançon Doubs Handball.
Le Palente Besançon Handball, abrégé en PBHB, est un club français de handball basé à Besançon dans le quartier de Palente à Besançon.
La section féminine du club évolue en Division 2 pour la saison 2022-2023.

## Historique
« Historique du club », sur Site officiel du club (consulté le 12 juin 2019)
En 1971, une section de handball est créée au sein du club omnisports de l'ASPTT Besançon. Ses licenciés étaient issus principalement du monde de la Poste mais le club était largement ouvert au quartier. Un partenariat s’est alors réalisé très vite avec le collège Proudhon où une section sport études handball s’est développée. Cette dernière alimentait de manière naturelle les sections jeunes, car le professeur responsable de la section effectuait une détection tous les ans dans les écoles primaires du quartier.
En 1996, l’ASPTT décide de mettre fin en pleine saison sportive de l’activité handball. Informé de cette situation, le Président de la MJC Palente propose un sauvetage du club en lui offrant une section sportive.
En 2000, l'Association Sportive Palente Orchamps Handball Besançon (ASPOHB) est créée à la suite d'un désaccord entre les dirigeants du handball et la MJC Palente. En 2008, l’équipe N3 masculine échappe à la relégation tandis que les filles accèdent pour la première fois à la Nationale 1. En 2015, l’ASPOHB signe une convention avec l'Entente Sportive Bisontine Masculin (ESBM), pour les -18 ans et les -15 ans garçon dans le cadre de la création du Grand Besançon Doubs Handball (GBDH).
En 2016, l’ASPOHB devient Palente Besançon Handball (PBHB) et ouvre une nouvelle ère avec une équipe Senior Fille en Nationale 1, sa réserve en Nationale 3 et les garçons en Pré-nationale.
En 2019, le club termine deuxième de sa poule de Nationale 1 derrière l'équipe réserve du Metz Handball et est ainsi promu deuxième division.
La saison suivante 2019-2020 est affectée par la pandémie du COVID-19, le championnat est arrêté;  le club est alors dernier de sa poule en phase de playdown et est donc relégué en Nationale 1.
La saison 2020-2021 est également arrêtée due à la pandémie. La saison ayant à peine débuté, aucune équipe n'est sportivement promue ni reléguée de Nationale 1.
Lors de la saison 2021-2022, le club est classé premier de sa poule en phase première et est directement promu en Division 2: il possède le plus grand nombre de points.

## Entraineurs
- 2015 - 2025 :  Cheikh Seck